# Syllepte nigralis
Syllepte nigralis is een vlinder van de familie van de grasmotten (Crambidae). De wetenschappelijke naam van deze soort is voor het eerst voorgesteld door William James Kaye in een publicatie uit 1925.
De soort komt voor in Trinidad.